# Challenge-Cup 1904-1905
L'ottava edizione della Challenge-Cup vide affrontarsi dapprima in un torneo regionale sette compagini viennesi e una dello Stato federato della Bassa Austria (il Viehofen). La vincente avrebbe poi affrontato la qualificata dalla sfida interzonale fra le società di Praga e Budapest. Vinse il titolo per la prima volta il Wiener Sport-Club, all'epoca denominato Wiener Sportvereinigung.

## Risultati
Di seguito i risultati della competizione.

### Sezione austriaca

#### Primo turno
| Vienna 6 novembre 1904 | Wiener AC | 4 – 3 | First Vienna | Hohe Warte Stadion (5 000 spett.) |

#### Quarti di finale
| Vienna 11 dicembre 1904 | Wiener AC | 13 – 0 | Viehofen |  |

| Vienna 12 marzo 1905 | Vienna Cricketer | 5 – 0 | Rapid Vienna |  |

| Vienna 25 marzo 1905 | Wiener SC | 5 – 3 | Graphia SK |  |

#### Semifinali
| Vienna 2 aprile 1905 | Wiener AC | 2 – 4 | Vienna Cricketer |  |

| Vienna 21 maggio 1905 | Wiener SC | 11 – 1 | Viktoria Vienna |  |

#### Finale
| Vienna 11 giugno 1905 | Wiener SC | 3 – 2 | Vienna Cricketer |  |

### Sezione boema
Soltanto lo Sparta Praga decise di iscriversi alla competizione e poté così andare di diritto alla fase finale.

### Sezione ungherese

#### Finale
| Budapest 11 aprile 1905 | Magyar AC | 3 – 0 | MÚE |  |

### Semifinale
Per poter accedere all'atto conclusivo contro la vincente della sezione austriaca, avrebbero dovuto affrontarsi lo Sparta Praga e il Magyar AC di Budapest. Tuttavia la squadra cecoslovacca non si presentò alla partita e la formazione ungherese passò alla finalissima.

### Finale
| Vienna 12 giugno 1905 | Wiener SC | 2 – 1 | Magyar AC | Cricketplatz |